# Шей Джордан
Шей Джордан (на английски: Shay Jordan) е американска порнографска актриса от германско-филипински етнически произход.
Родена е на 11 ноември 1985 г. във Филипините, но израства в Хаваи и в град Сан Диего, щата Калифорния, САЩ.

## Кариера
Най-напред работи като модел на бельо. След това прави и голи фотосесии, с които прави впечатление на агенти, работещи в порнобизнеса.
Започва кариерата си като актриса в порнографската индустрия през 2006 г., на 21-годишна възраст.
Сключва ексклузивен договор с компанията „Диджитъл плейграунд“ и се снима основно в нейни продукции през цялата си кариера.
Поставена е на 31-во място в класацията на списание „Комплекс“ – „Топ 50 на най-горещите азиатски порнозвезди за всички времена“, публикувана през септември 2011 г.

## Награди и номинации
Носителка на награди
- 2007: CAVR награда за BTS звезда на годината.[7]
- 2007 NightMoves награда за най-добра нова звезда (избор на феновете).[8][9]
- 2009: AVN награда за най-добра групова секс сцена само с момичета – „Мажоретки“ (с Адреналин, Бриана Лов, Стоя, Мемфис Монро, Прия Рай, София Санти, Джеси Джейн и Лекси Тайлър).[10]

Номинации
- 2006: Номинация за CAVR награда за MVP на годината.[11]
- 2007: Номинация за CAVR награда за MVP на годината.[7]
- 2008: Номинация за AVN награда за най-добра нова звезда.[12]
- 2008: Номинация за AVN награда за най-добра соло секс сцена – „Shay Jordan: All-American Girl“.[12]
- 2009: Номинация за AVN награда за най-добра групова секс сцена – „Мажоретки“ (с Алексис Тексас, Кемрин Кис, Томи Гън, Джеймс Дийн и Джони Синс).[13]